# Biblis hyperia
Espèce
Biblis hyperias, la Bande rouge est une espèce de lépidoptères (papillons) de la famille des Nymphalidae, de la sous-famille des Biblidinae et du genre Biblis dont il est le seul représentant.

## Description
Biblis hyperia est un papillon d'une envergure de 51 mm à 76 mm, aux ailes postérieures très festonnées.
Le dessus des ailes est marron à noir avec aux ailes postérieures postérieures une bande submarginale rouge.
Le revers est marron plus clair avec une bande rose.

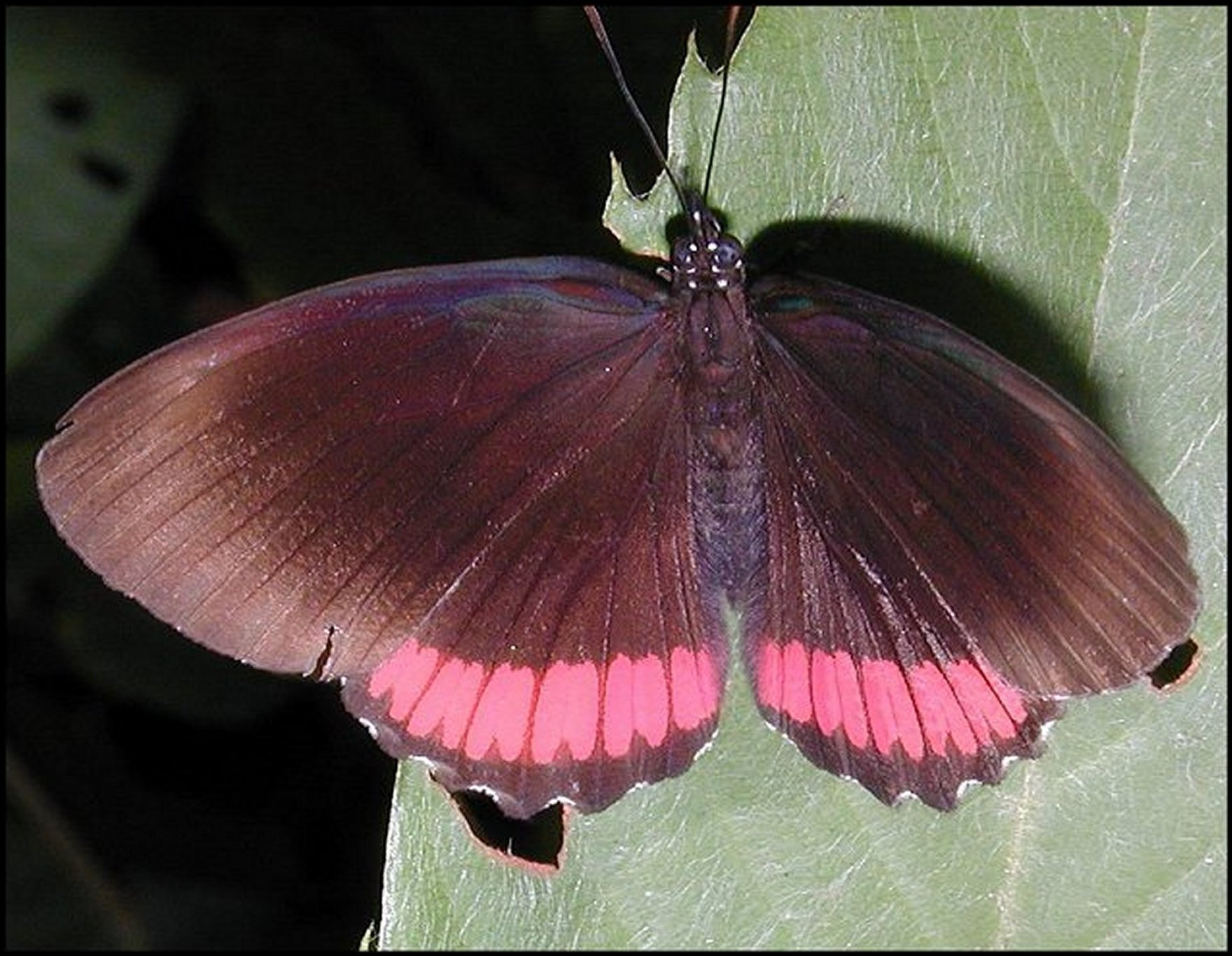
Biblis hyperia, vue dorsale. Guyane française
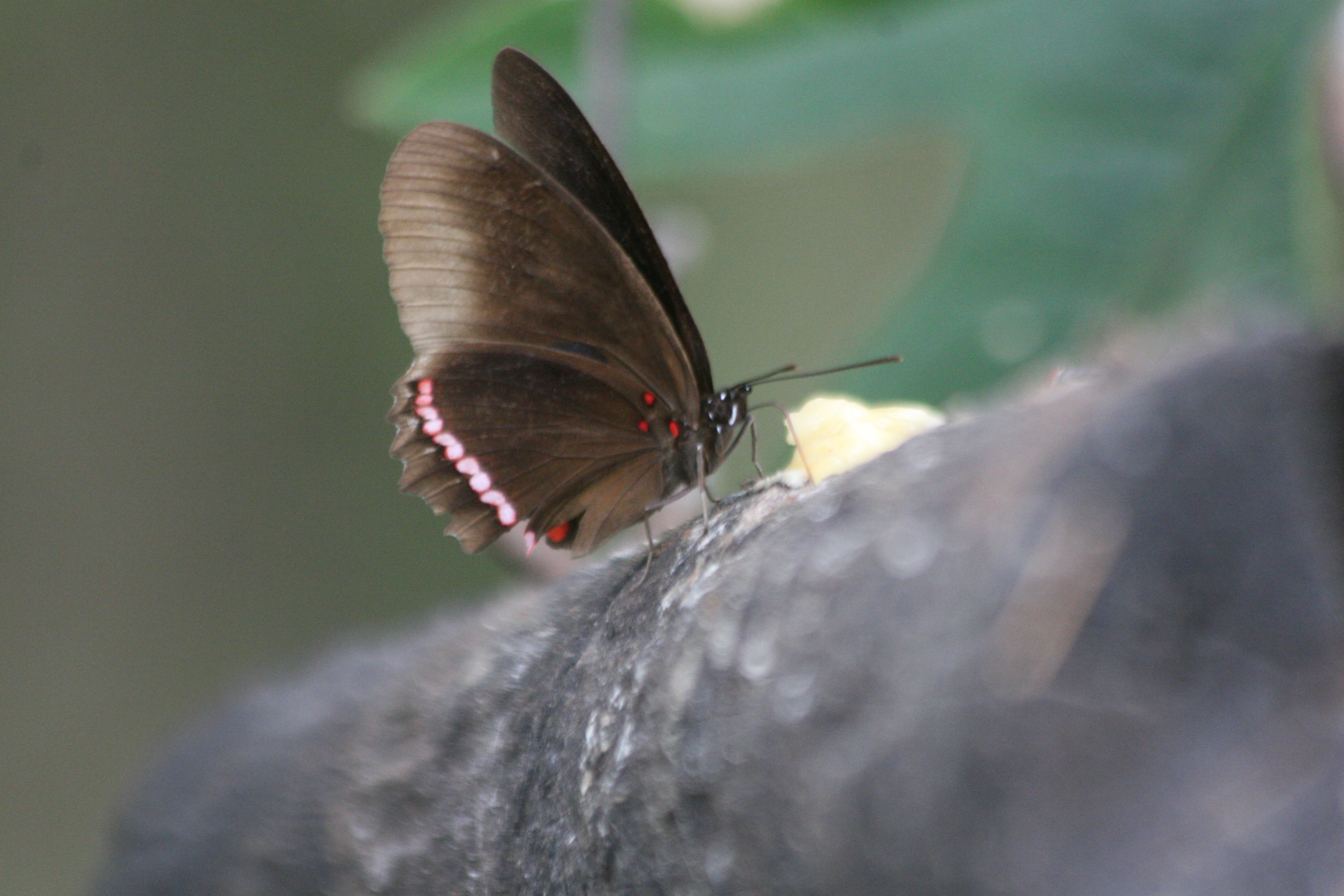
Biblis hyperias revers
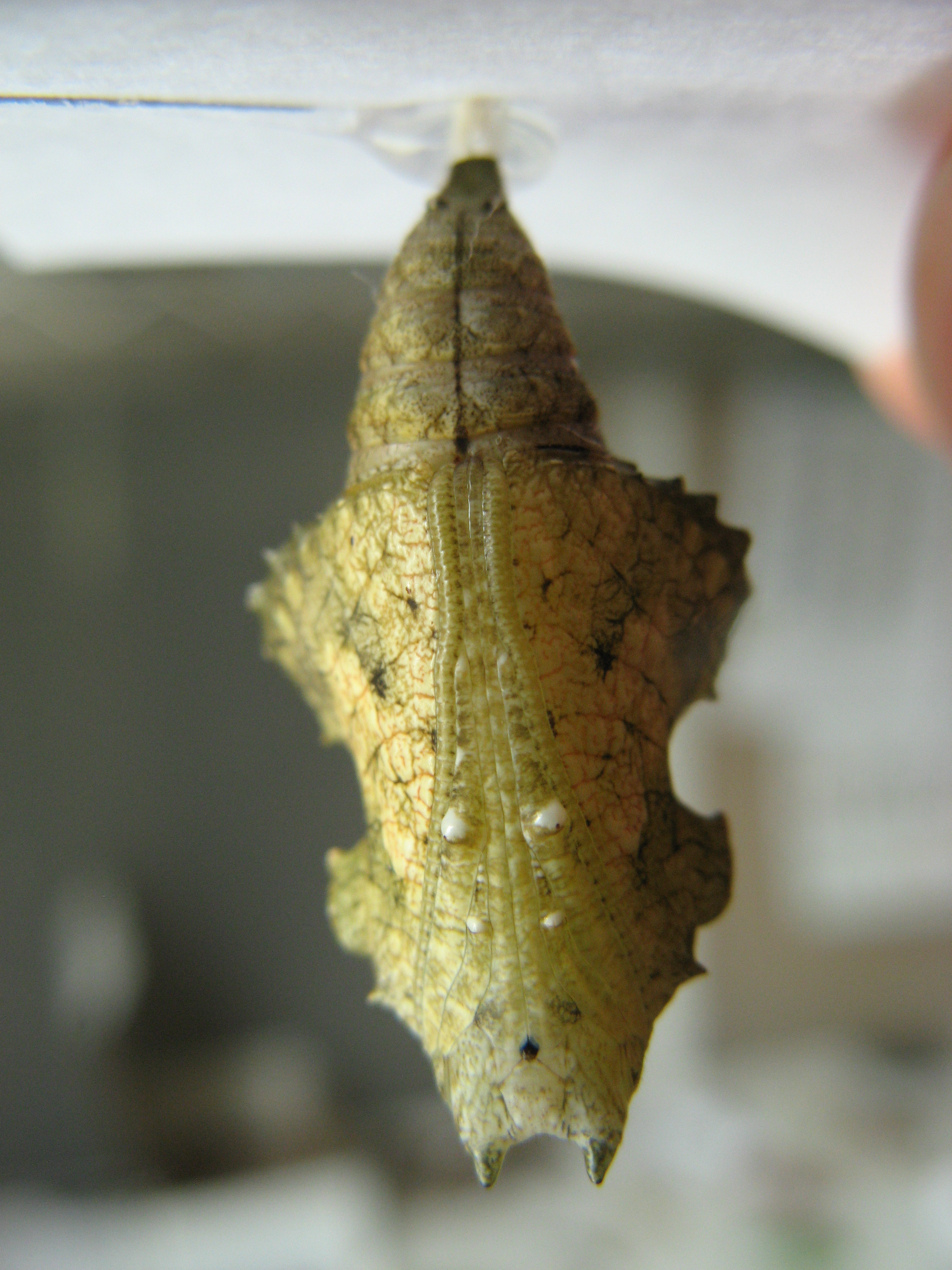
Chrysalide

## Systématique
Biblis hyperia a été décrite par Pieter Cramer en 1779 sous le nom initial de Papilio hyperia.

### Synonymie
Papilio hyperia (Cramer, 1779) Protonyme
Didonis biblis (Godman & Salvin, [1883])

### Liste des sous-espèces
- Biblis hyperia hyperia

Synonymie pour cette sous-espèce
Papilio biblis (Fabricius, 1775)
Biblis thadana (Godart, 1819)
- Biblis hyperia aganisa (Boisduval, 1836); présent au Mexique.

Synonymie pour cette sous-espèce
Biblis aganisa (Boisduval, 1836)
Didonis pasira (Doubleday, 1848)
Dilonis aganisa (Godman & Salvin, [1883])
Papilio quautemotzin (Arias, 1968)
Papilio ququhemotzin (Arias, 1968)
- Biblis hyperia laticlavia (Thieme, 1904); présent en Équateur

Synonymie pour cette sous-espèce
Didonis hyperia laticlavia (Thieme, 1904)
- Biblis hyperia nectanabis (Fruhstorfer, 1909); présent au Brésil et au Paraguay.

Synonymie pour cette sous-espèce
Didonis hyperia nectanabis (Fruhstorfer, 1909)
- Biblis hyperia pacifica (Hall, 1928); présent en Équateur

Didonis hyperia pacifica (Hall, 1928)
- Biblis hyperia ssp au Pérou[10].

### Noms vernaculaires
Biblis hyperia se nomme Bande rouge en français, Crimson-banded Black ou Red Rim en anglais,,.

## Biologie

### Période de vol
Biblis hyperia vole de mars à novembre au Mexique et en Amérique Centrale.

### Plantes hôtes
La plante hôte de sa chenille est Tragia volubilis,.

## Écologie et distribution
Biblis hyperia est présent présent aux USA dans le sud du Texas, au Mexique, en Équateur, au Brésil au Paraguay et en Argentine. Biblis hyperia est présent de façon discontinue dans les Antilles et réside en particulier à la Guadeloupe, à Marie-Galante, à Haïti et en République Dominicaine et à Porto Rico.

### Biotope
Biblis hyperia réside en forêt claire et sur les bords de routes.

### Protection
Pas de statut de protection particulier.